# 北沢五郎
北沢 五郎（きたざわ ごろう、1889年（明治22年）3月15日 - 1964年（昭和39年）9月29日）は、日本の建築家。
関東大震災後の帝都復興院技師および警視庁の行政官として、東京市の復興と整備に従事した。在職中より大学講師として後進の指導にあたり、退官後は一般の設計活動もおこなったほか、地盤沈下の原因究明と対策に先駆者としての役割を果たした。

## 来歴
長野県長野市に生まれる。1916年（大正5年）、東京帝国大学工科大学建築学科を卒業。陸軍省に技手として入省する（翌年技師に昇格）。
1922年（大正11年）、警視庁技師に転任する。1923年（大正12年）には、関東大震災後に設置された帝都復興院建築局技師を兼任した。1929年（昭和4年）、警視庁保安部建築諜長となり、1936年（昭和11年）に退官。
この間、官界の外では1920年より日本大学講師（1939年まで）、1930年より東京工業大学講師（1946年まで）をそれぞれ務めた。1935年には「東京下町における杭打地形の研究」で東京工業大学より工学博士号を授与された。
退官と同年に、三井合名会社の技術顧問に就任し、1941年（昭和16年）、三井不動産の嘱託となる。太平洋戦争後の1948年（昭和23年）、渡辺仁と共に協同建築研究所を設立する。1953年（昭和28年）には北沢建築研究所を設立した。

## 賞歴
- 建築学会学術賞（1940年度、「東京の地盤沈下とその対策」）
- 日本建築学会賞（1959年度、「東京地盤図」）

## 手がけた主な建築
- 佐野病院（1927年）
- 三井別館（1952年）
- 北越製紙（1953年）
- 埼玉県庁舎・議事堂（1955年）